# John Svanberg
John (Johan) Fritiof Isidor Svanberg, född 1 maj 1881 i Klara församling i Stockholm, död 11 september 1957 i Brooklyn i New York, var en svensk medel- och långdistanslöpare, på sin tid en av Sveriges populäraste idrottsmän.
John Svanberg var son till lagerarbetaren Carl Johan Eriksson och Gustava Wilhelmina Eriksson, senare omgift Svanberg. John Svanberg var till yrket målare. Han vann SM på 1 500 meter 1907 och på 10 000 meter 1906 och 1907. Han satte ett flertal svenska rekord. Han var världsbäst på 3 000 meter (8.54,0) och 5 000 meter (15.13,5) 1908 resp. 1907. Internationellt deltog John Svanberg i Olympiska sommarspelen, där han tog OS-silver såväl på 5 engelska mil som i maraton 1906 samt brons på 5 engelska mil 1908, med tiden 25.37,2. I maraton 1908 kom han på åttonde plats med tiden 3.07.50,8. Han blev därmed bäste europé, sedan den ursprunglige vinnaren av loppet, italienaren Dorando Pietri, blev diskvalificerad. John Svanberg blev Stor grabb nummer 7 i friidrott .
John Svanberg förklarades som "icke amatör" 1909 sedan han sålt sina idrottspriser men fortsatte en framgångsrik karriär som proffslöpare i USA. 
Han medverkade 1909 i filmen Svanberg i täflan med kapplöpningshästar på Jägersro.

## Karriär
Den 8 juni 1907 satte John Svanberg det första officiella svenska rekordet på 5 000 meter med ett lopp på 15.26,0. Innan dess hade Edward Dahl det inofficiella svenska rekordet. Detta rekord fick han behålla till 1912 då Mauritz Karlsson slog det.
Den 22 oktober 1908 satte Svanberg även det första officiella svenska rekordet på 10 000 meter med 32.18,4. Han förlorade rekordet 1910 till Georg Pettersson.

## Filmografi
- 1909 – Svanberg i täflan med kapplöpningshästar på Jägersro